# Виконавче провадження в Україні
Виконавче провадження в Україні — виконання рішень судів та інших органів (посадових осіб), що підлягають примусовому виконанню у разі невиконання їх у добровільному порядку.

## Основні положення
Органами та особами що здійснюють виконавче провадження в Україні є:
- органи державної виконавчої служби (державні виконавці) на які покладене своєчасне, повне і неупереджене примусове виконання рішень судів та інших органів (посадових осіб). Діяльність державних виконавців регулюються Законом України «Про виконавче провадження».
- приватні виконавці (функції повноважень вужчі ніж у державних, існує широкий спектр обмежень встановлених ст. 5 Закону "Про виконавче провадження", згідно якої вони не можуть виконувати конфіскацію майна, виконувати рішення в яких держава, діти, недієздатні є боржником та інші обмеження);

Державне регулювання виконавчого провадження здійснюється такими законодавчими актами:
- Конституція України  (ст.129, 129-1 відповідно до яких судові рішення є обов'язковими до виконання на всій території України);
- Законом України «Про виконавче провадження»;
- Законом України «Про органи та осіб, які здійснюють примусове виконання судових рішень і рішень інших органів».

Сторонами у виконавчому провадженні є:
- стягувач (фізична чи юридична особа або держава чи орган місцевого самоврядування, на користь чи в інтересах яких видано виконавчий документ);
- боржник. ( визначена виконавчим документом фізична або юридична особа, держава, на яких покладається обов'язок щодо виконання рішення).

## Відкриття виконавчого провадження[1]
Примусове виконання судових рішень і рішень інших органів та посадових осіб покладається на органи державної виконавчої служби та у визначених Законом України «Про виконавче провадження» випадках — на приватних виконавців. Відкриття виконавчого провадження здійснюється на основі виконавчого документу.
Виконавчими документами є: виконавчі листи та накази, що видаються судами (в певних випадках судові ухвали); виконавчі написи нотаріусів; посвідчень комісій по трудових спорах; постанов державних виконавців, постанов органів (посадових осіб), уповноважених розглядати справи про адміністративні правопорушення у випадках, передбачених законом; рішень НБУ, ЄСПЛ, суб’єктів державного фінансового моніторингу та інші.

### Отримання виконавчого документу
Для звернення судового рішення до виконання стягувачу в першу чергу необхідно отримати в суді виконавчий документ.
Згідно статті 431 Цивільного процесуального кодексу України та статті 373 Кодексу адміністративного судочинства України за кожним судовим рішенням, яке набрало законної сили, за заявою осіб, на користь яких воно ухвалено, чи прокурора, який здійснював у цій справі представництво інтересів громадянина або держави в суді, видається один виконавчий лист.
Відповідно до статті 327 Господарського процесуального кодексу України виконання рішення господарського суду провадиться на підставі виданого ним наказу, який є виконавчим документом (в певних випадка виконавчим документом може виступати ухвала суду).

### Підстава для відкриття виконавчого провадження
Підставою для відкриття виконавчого провадження по виконанню судового рішення є пред'явлений до відповідного відділу державної виконавчої служби виконавчий документ разом із заявою стягувача про відкриття виконавчого провадження.
Необхідно пам'ятати оскільки однією з законодавчо закріплених причин відмови у відкритті виконавчого провадження є невідповідність виконавчого документа вимогам статті 4 Закону України «Про виконавче провадження», то доведеться отримуючи виконавчий документ відразу перевірити його і упевнитися, що принаймні ця обставина не перешкодить відкриттю виконавчого провадження. Згідно цієї статті у виконавчому документі обов'язково мають бути зазначені його назва, дата видачі, найменування органу, посадової особи, що видали документ, дата і номер рішення, за яким видано виконавчий документ, найменування стягувача і боржника, їх адреси, дата і місце народження боржника та його місце роботи (для громадян), номери рахунків у кредитних установах (для юридичних осіб), а також резолютивна частина рішення, дата набрання чинності рішенням та строк пред'явлення виконавчого документа до виконання.
Виконавчий документ має бути підписано уповноваженою посадовою особою та скріплено печаткою.

### Місця виконання судового рішення
Відповідно до частини 1 статті 24 Закону України «Про виконавче провадження»  виконавчі дії провадяться державним виконавцем за місцем проживання, роботи боржника або за місцезнаходженням його майна.
Якщо боржник є юридичною особою, то виконання провадиться за місцезнаходженням його постійно діючого органу або майна.
Якщо йдеться про зобов'язання боржника вчинити певні дії — то за місцем здійснення цих дій.
Право вибору місця виконання між кількома відділами державної виконавчої служби, які можуть вчиняти виконавчі дії по виконанню рішення на території, на яку поширюються їх функції, належить стягувачу.
Таким чином, право вибору місця виконання належить стягувачу в межах вимог статті 24 Закону України «Про виконавче провадження».

### Заява про відкриття виконавчого провадження
Якщо Ви є стягувачем і у Вас в наявності є виконавчий документ, то необхідно написати заяву до відділу ДВС
У заяві про відкриття виконавчого провадження Ви вправі зазначити відомості, що ідентифікують боржника чи можуть сприяти примусовому виконанню рішення (рахунок боржника, місце роботи чи отримання ним інших доходів, місцезнаходження його майна тощо), а також шляхи отримання ним коштів, стягнутих з боржника.
Необхідно зазначити, що Цивільним процесуальним кодексом України і Господарським процесуальним кодексом України передбачено можливість забезпечення позову шляхом накладення арешту на майно відповідача. Законом України «Про виконавче провадження» також передбачені заходи, які можуть забезпечити подальше виконання судового рішення.
Так, відповідно до статті 26 Закону України «Про виконавче провадження»  при відкритті виконавчого провадження за заявою стягувача з метою забезпечення виконання рішення по майнових стягненнях державний виконавець постановою про відкриття виконавчого провадження вправі накласти арешт на майно та кошти боржника та оголосити заборону на його відчуження.
Одночасно з винесенням такої постанови державний виконавець може провести опис і арешт майна боржника.
Тому у заяві про відкриття виконавчого провадження щодо виконання рішення про майнове стягнення стягувач має право просити державного виконавця накласти арешт на майно та кошти боржника та оголосити заборону на його відчуження.
Якщо від стягувача надійшла заява про накладення арешту на майно та кошти боржника, державний виконавець одночасно з винесенням постанови про відкриття виконавчого провадження може винести постанову про накладення арешту на майно та кошти боржника.
Під час пред'явлення виконавчого документа або його дубліката до виконання разом з ним подаються:
1) у разі виконання рішення про конфіскацію майна засудженого за вироком суду — копія опису майна і копія вироку. У разі відсутності у справі опису майна засудженого надсилається довідка про те, що опис майна не проводився;
2) у разі виконання рішення про конфіскацію майна за постановою суду — копія протоколу вилучення майна, що підлягає конфіскації, або довідка про відсутність такого майна;
3) у судових справах, за якими застосовано заходи забезпечення позовних вимог, — копії документів, що підтверджують виконання ухвали суду про забезпечення позову, у разі якщо такі заходи застосовувалися судом.
Заява про відкриття виконавчого провадження подається до органу ДВС у письмовій формі разом із оригіналом (дублікатом) виконавчого документа.
До заяви про відкриття виконавчого провадження, яка подається представником стягувача, додається документ, що підтверджує його повноваження.
На кожен поданий на примусове виконання виконавчий документ стягувачем подається окрема заява про відкриття виконавчого провадження.
У разі пред'явлення до виконання виконавчого документа, за яким надана розстрочка виконання, виконавче провадження відкривається в частині, за якою сплинув строк сплати.

### Строки відкриття виконавчого провадження державним виконавцем
В свою чергу державний виконавець, якщо виконавчий документ відповідає усім вищезазначеним вимогам та його пред'явлено до виконання у межах встановленого законом строку і до відділу державної виконавчої служби за належним місцем виконання рішення, відповідно до статті 26 Закону України «Про виконавче провадження» зобов'язаний: прийняти цей виконавчий документ до виконання та не пізніше наступного робочого дня з дня надходження до нього виконавчого документа виносить постанову про відкриття виконавчого провадження. За рішенням немайнового характеру виконавець у постанові про відкриття виконавчого провадження зазначає про необхідність виконання боржником рішення протягом 10 робочих днів (крім рішень, що підлягають негайному виконанню).

### Постанова державного виконавця про відкриття виконавчого провадження
У постанові про відкриття виконавчого провадження державний виконавець має зазначити про можливість боржнику самостійно виконати рішення у строк до семи днів з моменту винесення постанови (у разі виконання рішення про примусове виселення боржника — у строк до п'ятнадцяти днів) та наслідки не виконання рішення у зазначений строк, які передбачають, що у разі ненадання боржником документального підтвердження виконання рішення буде розпочате примусове виконання цього рішення із стягненням з боржника виконавчого збору та витрат, пов'язаних з організацією та проведенням виконавчих дій, передбачених цим Законом.
При цьому, у разі відкриття виконавчого провадження за виконавчим документом про конфіскацію майна, стягнення періодичних платежів, забезпечення позовних вимог або якщо рішення підлягає негайному виконанню строк, встановлений частиною другою цієї статті строк для самостійного виконання рішення не надається.
Відстрочка виконання рішення — це відкладення чи перенесення виконання рішення на новий строк, який визначається судом.
Так, відстрочка може надаватись за рішенням, у якому судом визначено зокрема, певний строк звільнення приміщення, повернення майна тощо.
Відповідно, виконавчий документ, виданий на підставі рішення, яким надано відстрочку виконання, приймається державним виконавцем до виконання після закінчення строку відстрочки в межах строку, встановленого для його пред'явлення.
Копії постанови про відкриття виконавчого провадження підлягають надсиланню стягувачу та боржникові рекомендованим листом з повідомленням про вручення не пізніше наступного робочого дня.
Законодавець надав право сторонам виконавчого провадження оскаржити постанову про відкриття виконавчого провадження у десятиденний строк.

## Забезпечення виконання судового рішення
Державний виконавець постановою про відкриття виконавчого провадження має право накласти арешт на майно боржника (окрім коштів) та оголосити заборону на його відчуження. Одночасно із винесенням такої постанови державний виконавець може провести опис і арешт майна боржника.
Боржник має можливість добровільно виконати рішення. Якщо у встановлений строк рішення не виконане, державний виконавець невідкладно розпочинає його примусове виконання.
Заходами примусового виконання рішень є:
- звернення стягнення на майно боржника;
- звернення стягнення на заробітну плату (заробіток), доходи, пенсію, стипендію боржника;
- вилучення у боржника і передача стягувачеві певних предметів, зазначених у рішенні;
- інші заходи, передбачені рішенням.

Об'єктом стягнення в основному виступає майно боржника (в тому числі, за рішеннями немайнового характеру).
Порядок застосування кожного заходу примусового виконання рішення має специфічні риси.
Стягнення у першу чергу звертається на кошти боржника, у тому числі, кошти на рахунках та вкладах, на рахунки у цінних паперах чи депозитаріях цінних паперів.
При відсутності у боржника коштів та цінностей, достатніх для задоволення вимог стягувача, стягнення звертається на належне боржникові інше майно. Боржник має право вказати ті види майна чи предмети, на які необхідно звернути стягнення у першу чергу. Остаточно черговість стягнення на кошти та інше майно боржника визначається державним виконавцем.

## Стягнення на майно боржника
Таке стягнення звертається у розмірах і обсягах, необхідних для виконання за виконавчим документом з урахуванням витрат на виконання.
Спочатку встановлюється місцезнаходження належного боржнику майна, через офіційне звернення державного виконавця до таких органів, як:
- податкові адміністрації (за місцем проживання боржника);
- державні нотаріальні контори та приватні нотаріуси;
- бюро технічної інвентаризації;
- органи ДАІ, що реєструють транспортні засоби;
- підприємство, де працює боржник;
- органи виконавчої влади та місцевого самоврядування тощо.

Державний виконавець є зобов'язаним задовольнити вимоги боржника, якщо вони не порушують інтересів стягувача і не ускладнюють виконання рішення.
Державний виконавець може не тільки не погодитись із пропозицією боржника, але й визначити конкретне майно, яке підлягає стягненню, з урахуванням перспектив його наступної якнайскорішої реалізації.
Елементами арешту майна є опис, оголошення заборони розпоряджатися майном, обмеження у праві користування майном, вилучення майна у боржника та передача на зберігання іншим особам.
Підставами накладення арешту на майно боржника може бути забезпечення збереження майна боржника, що підлягає наступній передачі стягувачу або реалізації;
Для застосування заборони розпоряджатися майном, тобто обмеження права його власника відчуження арештованого майна державний виконавець, який наклав арешт на нерухоме майно, у той же день складає і надсилає державному або приватному нотаріусу за місцем знаходження цього майна для внесення відомостей про арешт в Єдиний реєстр для реєстрації заборон відчуження об'єктів нерухомого майна. Про накладення арешту на майно, яке підлягає реєстрації (автотранспортні засоби, моторні човни, судна тощо), державний виконавець повідомляє відповідні органи, які її здійснюють.
Перед тим, як передати описане майно боржника на реалізацію державний виконавець визначається щодо його вартості. Якщо оцінити окремі предмети складно або якщо боржник чи стягувач заперечує проти передачі арештованого майна боржника на реалізацію за оцінкою, проведеною державним виконавцем, останній запрошує суб'єкта оціночної діяльності — суб'єкта господарювання, який здійснює свою діяльність відповідно до Закону України «Про оцінку майна, майнових прав та професійну оціночну діяльність в Україні». Про оцінку арештованого майна державний виконавець повідомляє сторони, які мають право оскаржити оцінку майна до суду в 10-денний строк із дня отримання повідомлення.
Після проведення необхідної оцінки арештоване майно передається на реалізацію, яка здійснюється спеціалізованими організаціями шляхом його продажу на прилюдних торгах, аукціонах.
Якщо передане торговельним організаціям майно не буде продано протягом двох місяців, воно підлягає переоцінці. Коли у місячний строк після переоцінки майно не буде продано, державний виконавець пропонує стягувачу непродане майно.
Боржник має право визначити, у якій послідовності необхідно продавати майно. В останню чергу звертається стягнення на жилий будинок чи квартиру.

## Підстави для зняття арешту з майна боржника[2]
Зняти арешт досить проблематично для боржника, на це потрібні вагомі підстави:
- отримання виконавцем документального підтвердження, що рахунок боржника має спеціальний режим використання і / або звернення стягнення на такі засоби заборонено законом;
- надходження на рахунок органу державної виконавчої служби, рахунок приватного виконавця суми коштів, стягнутих з боржника (в тому числі від реалізації майна боржника), необхідної для задоволення вимог усіх стягувачів, стягнення виконавчого збору, витрат виконавчого провадження та штрафів, накладених на боржника;
- отримання виконавцем документів, що підтверджують про повний розрахунок за придбане майно на електронних торгах;
- наявність письмового висновку експерта, суб'єкта оціночної діяльності — суб'єкта господарювання про неможливість або недоцільність реалізації арештованого майна боржника у зв'язку із значним ступенем його зносу, пошкодженням;
- відсутність в термін до 10 робочих днів з дня отримання повідомлення виконавця, зазначеного у частині шостій статті 61 цього Закону, письмової заяви стягувача про його бажання залишити за собою нереалізоване майно;
- отримання виконавцем судового рішення про скасування заходів забезпечення позову;
- погашення заборгованості по сплаті періодичних платежів, якщо виконання рішення може бути забезпечене іншим способом, ніж звернення стягнення на майно боржника;
- отримання виконавцем документального підтвердження наявності на одному або декількох рахунках боржника грошових коштів, достатніх для виконання рішення про забезпечення позову.

## Порядок притягнення до кримінальної відповідальності боржників за ухилення від сплати аліментів[2]
Згідно чинного законодавства України органи державної виконавчої служби України здійснюють виконання рішень суду щодо стягнення аліментів в порядку, встановленому статтею 71 Закону України «Про виконавче провадження».
В ході здійснення виконавчих дій трапляються непоодинокі випадки коли боржник ухиляється від сплати аліментів.
В цьому разі, якщо боржник не бажає виплачувати кошти на утримання дитини, стягувач може звернутись до службової особи органу, уповноваженого на початок досудового розслідування із відповідною заявою про притягнення боржника до кримінальної відповідальності за ознаками передбаченими статтею 164 Кримінального кодексу України, тобто за злісне ухилення від сплати встановлених рішенням суду коштів на утримання дітей (аліментів).
Під злісним ухиленням від сплати коштів на утримання дітей (аліментів) розуміються будь-які діяння боржника, спрямовані на невиконання рішення суду, такі як приховування доходів, зміна місця проживання чи місця роботи без повідомлення державного виконавця, та інші, які призвели до виникнення заборгованості із сплати таких коштів у розмірі, що сукупно складають суму виплат за три місяці відповідних платежів.
Згідно статті 71 Закону України «Про виконавче провадження»: «За наявності заборгованості із сплати аліментів у розмірі, що сукупно перевищує суму відповідних платежів за три місяці, виконавець роз'яснює стягувачу право на звернення до органів досудового розслідування із заявою (повідомленням) про вчинене кримінальне правопорушення боржником, що полягає в ухиленні від сплати аліментів».
Порядок притягнення до кримінальної відповідальності таких боржників регламентуеться статтею 477 Кримінального-процесуального кодексу України, згідно положень якої порушення кримінального провадження за злісне ухилення від сплати встановлених рішенням суду коштів на утримання дітей (аліментів) відноситься до кримінального провадження приватного обвинувачення, яке в цьому випадку може бути розпочате слідчим або прокурором лише на підставі заяви особи, яка виховує та утримує дитину.
Згідно порядку, встановленому статтею 478 цього ж Кодексу, потерпілий має право подати до слідчого, прокурора, іншої службової особи органу, уповноваженого на початок досудового розслідування, заяву про вчинення кримінального правопорушення протягом строку давності притягнення до кримінальної відповідальності за вчинення певного кримінального правопорушення.
Тобто, нормами чинного законодавства не передбачено право державного виконавця ініціювати відкриття кримінального провадження щодо притягнення боржників до кримінальної відповідальності за злісне ухилення від сплати аліментів.
Таке право надано лише стягувану у виконавчих провадженнях про стягнення аліментів. Державний виконавець в такому випадку може лише надати стягувачу необхідні документи і інформацію.
Враховуючи вищезазначене, з питань отримання копій необхідних документів для подачі заяви про притягнення до кримінальної відповідальності Вам слід звертатися до державного виконавця відділу державної виконавчої служби на виконанні якого перебуває виконавче провадження про стягнення аліментів.
Заява особи, яка виховує та утримує дитину і є в цьому випадку потерпілою є єдиним законним приводом для початку кримінального провадження у формі приватного обвинувачення. 
Притягнення до кримінальної відповідальності злісного боржника, який не сплачує аліменти, є одним із найбільш дієвих заходів, що спонукають боржника до своєчасного виконання рішення суду про сплату аліментів.
Тож знайте свої права і ефективно користуйтеся ними!

## Представництво сторін у виконавчому провадженні
Представництво сторін у виконавчому провадженні визначено статтею 16 Закону України «Про виконавче провадження», згідно якої сторони виконавчого провадження можуть реалізовувати свої права і обов'язки у виконавчому провадженні самостійно або через представників.
При цьому, особиста участь фізичної особи у виконавчому провадженні не позбавляє її права мати представника, крім випадку, коли боржник згідно з рішенням суду зобов'язаний вчинити певні дії особисто.
Повноваження представника сторони виконавчого провадження — фізичної особи повинні бути підтверджені нотаріально посвідченою довіреністю.
Від імені юридичної особи — сторони виконавчого провадження, довіреність представнику може бути видана керівником юридичної особи, або іншою особою, якій статутними, або іншими документами надано повноваження на надання довіреностей на представлення інтересів юридичної особи.
В цьому випадку нотаріальне посвідчення довіреності не потрібне.
Довіреність скріплюється печаткою юридичної особи і підписується особою, яка видала довіреність.
У разі, якщо юридичну особу представляє її керівник, його повноваження мають бути підтверджені документом про призначення його керівником юридичної особи.
Реалізація неповнолітніми особами та особами, які визнані судом недієздатними, своїх прав, виконання обов'язків та відшкодування шкоди здійснюється відповідно до вимог глави 19 Сімейного кодексу України та статей 1178—1185 Цивільного кодексу України.
Повноваження опікуна, піклувальника чи управителя спадкового майна у виконавчому провадженні підтверджуються рішенням про призначення опікуном, піклувальником чи управителем спадкового майна.
Повноваження адвоката, як представника сторони виконавчого провадження, крім довіреності, можуть також посвідчуватися ордером, дорученням органу (установи), уповноваженого законом на надання безоплатної правової допомоги, або договором про надання правової допомоги.
Оригінали документів, які підтверджують повноваження представників, або належним чином засвідчені їх копії приєднуються до матеріалів виконавчого провадження.
Після пересвідчення наявності у представника належним чином оформленої довіреності оригінал такої довіреності у разі потреби повертається представнику сторони виконавчого провадження.
Обмеження повноважень представника на вчинення певної виконавчої дії мають бути застережені у виданій йому довіреності (договорі про надання правової допомоги, дорученні органу (установи), уповноваженого законом на надання безоплатної правової допомоги).